# Minderbroedersklooster (Bolland)
Het Minderbroedersklooster (Couvent des Récollets) is een voormalig klooster der minderbroeders, gelegen in de tot de Belgische gemeente Herve behorende deelgemeente Bolland, aan de Rue Vieux-Couvent 141, 143.

## Geschiedenis
Het klooster werd gesticht in 1624, en wel door Jean de Berlo en Marguerite d'Eynatten, heer en vrouwe van Bolland. De bedoeling van deze stichting was om de opmars der reformatie tegen te gaan.
In 1681 werd het klooster vergroot. Toen het klooster omstreeks 1795 werd opgeheven, werden de gebouwen ingezet als boerderij. Het complex omvat de voormalige, refter, kapel, kerkhof, brouwerij, hof, tuin en kloostermuur.
De huidige gebouwen vormen een L-vormig complex. De lange vleugel is van 1624 en omvatte de refter, in het verlengde liggen stallen. Links daarvan is een ommuurd gedeelte waar ooit, nu gesloopte, gebouwen hebben gestaan. Oostelijk tegen deze vleugel aangebouwd is een woongedeelte van twee verdiepingen, met in de plint enkele op maaiveldniveau uitkomende vensters.